# Audi A4 B5
Audi A4 B5 (type 8D) var en stor mellemklassebil fra Audi, som kom på markedet i efteråret 1994 som efterfølger for Audi 80. Bilen blev med næsten 1,7 mio. producerede eksemplarer en af Audis til dato mest populære bilmodeller.

## Modelhistorie
Med tydeligt rundere proportioner, en mod bagenden stigende sidelinje og flydende overgange mellem de forskellige karrosseriflader tog designet på Audis store mellemklassebil for alvor afstand fra 1980'ernes Audi 80. Dette kunne hovedsageligt ses på bilens bagende, de nydesignede sidespejle og det tidssvarende, komplet redesignede frontparti. De ud- og indvendige mål var derimod næsten identiske med forgængerens, dog var den nye model lidt bredere hvilket kom kørestabiliteten til gode.
Kabinen havde ligeledes fået nyt design, og materialevalget tydeliggjorde en ændret stil. Kun visse betjeningselementer som f.eks. rudekontakterne eller betjeningsenheden til klimaanlægget blev genbrugt fra Audi 80. Der blev opnået et betydeligt højere kvalitetsindtryk. De reducerede karrosserispaltemål, som første gang blev benyttet på Audi 100 i 1990, gav også A4 en højere præcision som blev fortsat i mange yderligere detaljer.
En betydelig teknisk nyhed var den firleddede foraksel, som første gang blev benyttet i den større Audi A8 og som i dag er standard i alle Audi-personbiler med langsliggende motor. Den skulle forbedre styreegenskaberne og påvirkninger fra kørebaneujævnheder. Den modificerede bagaksel til de forhjulstrukne versioner blev nyafstemt og lettere. Versioner med firehjulstrækket quattro var udstyret med den allerede i Audi 80 benyttede bagaksel med dobbelte tværled.
Den første generation af A4 var baseret på den dengang nyudviklede B5-platform (PL45), som senere også blev benyttet som grundlag for Audi A6 C5, Volkswagen Passat B5 (type 3B) samt Škoda Superb. På grund af en anden opbygning havde Passat og især Superb betydeligt mere plads bagi. Motorer, gearkasser og drivlinje var dog identiske med Audi A4. Motoren i Passat B5 samt i Superb var ligeledes − ligesom i A4 − monteret på langs. Audis firehjulstræksystem quattro kunne også leveres til Passat.
Motorprogrammet omfattede tre nye firecylindrede benzinmotorer samt de to fra Audi 80 og 100/A6 kendte V6-motorer. De firecylindrede motorer var alt efter type udstyret med det Simos eller Motronic benævnte motorstyringssystem, leveret af Bosch og tværskylningstopstykke. Bemærkelsesværdigt var det på 1,8-litersmotorerne monterede femventilede topstykke: Med to udstødnings- og tre indsugningsventiler var det muligt at opnå et forbedret effektforløb ved et samtidigt reduceret brændstofforbrug. Denne motor fandtes dels som sugemotor med 92 kW (125 hk) samt i en turboversion med 110 kW (150 hk) kaldet "1,8 T".
Fra foråret 1996 blev også den 2,8-liters V6-motor med 128 kW (174 hk) udstyret med 1,8'erens femventilteknik, hvilket øgede effekten til 142 kW (193 hk). Den (allerede fra Audi 80 kendte) mindre V6-motor på 2,6 liter med 110 kW (150 hk) blev med modelåret 1998 afløst af en ligeledes femventilet, nyudviklet 2,4-litersmotor med 121 kW (165 hk). Alle V6-motorer, også TDI-motorerne, havde en vinkel på 90° mellem cylinderrækkerne, hvilket henviser til det tekniske slægtskab med V8-motorerne fra Audi V8, som de blev udviklet på grundlag af. Dog havde de, med undtagelse af 2,6'eren og til forskel fra de første V8-motorer, indsugningsmanifold med elektronisk gasspjælsstyring.
- Bagfra
- Audi A4 Avant (1996–1999)

## Karrosserivarianter
A4 fandtes som firedørs sedan (Limousine) og femdørs stationcar (Avant).
Cabrioletudgaven af forgængeren Audi 80 (Audi Cabriolet) blev bygget videre sideløbende med A4 frem til sommeren 2000. Sportsudgaverne af Audi 80 (S2 og RS2) blev også bygget videre frem til slutningen af 1995 parallelt med A4. A4 Avant blev også introduceret forskudt i forhold til sedanmodellen, og afløste først forgængeren Audi 80 Avant i starten af 1996.

## Drivlinje
Audi A4 havde forhjulstræk som standardudstyr, men mod merpris kunne nogle motorer leveres i kombination med firehjulstræksystemet quattro. På S- og RS-modellerne var firehjulstrækket standard. Alle motorerne var monteret fortil på langs. Quattro-versionerne var udstyret med Torsen-midterdifferentiale, der som centerdifferentiale styrede kraftfordelingen mellem for- og bagaksel spinselektivt. Hvis der optrådte hjulspin på en aksel (en omdrejningstalsdifference mellem de to drivaksler), ledte differentialet uden førerens indgriben et højere drejningsmoment til akslen uden eller med lidt hjulspind. Ved normal kørsel lå kraftfordelingen på 50:50.

## Byggetid
- Limousine: November 1994 − oktober 2000
- Avant: Januar 1996 − september 2001

I den seksårige byggetid blev der bygget 1.680.989 biler, heraf ca. 510.720 Avant-modeller (hvilket svarer til en andel på 30,4 %).
I Kina fremstillede FAW-Volkswagen modellen mellem 1998 og 2003 som efterfølger for Audi 100 C3.

## Modifikationer
I løbet af sin byggetid gennemgik A4 B5 en del tekniske og optiske modifikationer. Dermed blev baglygternes design på Limousine ændret i august 1996. Nøglen blev udstyret med inder- i stedet for yderbaneprofil, hvilket kunne kendes på de lodrette låsecylindre. Biler med fjernbetjent centrallåsesystem fik fjernbetjening med radiobølger i stedet for infrarød stråling, og centrallåsesystemet fik som standard en betjeningskontakt i førerdøren. Desuden blev varme- og ventilationsanlægget udstyret med recirkulationsfunktion.
I starten af 1997 blev sikkerhedsudstyret udvidet med sideairbags som standardudstyr (kunne leveres som ekstraudstyr siden september 1996), og i midten af 1997 forsvandt Audi-logoet på den nederste del af begge forskærmene. Kombiinstrumentet fik et ændret design med LED-belysning, som kunne genkendes på speedometerets ulineære skalering. Der kom også et modificeret, fireeget rat. I efteråret 1997 blev motorprogrammet udvidet med den tidligere på året i A6 introducerede 2,5-liters V6 TDI-motor.
Den femtrins automatgearkasse blev til modelåret 1998 afløst af en femtrins Tiptronic-gearkasse.
I starten af 1999 fik A4 B5 sit egentlige facelift. Internt blev dette, ligesom i øvrigt i alle Volkswagen-koncernens (datter)selskaber, betegnet "große Produktaufwertung" ("GP" hhv. "GPA").
Væsentligste tekniske ændringer:
- Magnetkontakt til åbning af bagagerumsklappen
- Juli 1999: Introduktion af CAN-Bus
- Ultimo 1999: Introduktion af nyudviklet 1,9-liters TDI-motor med pumpe/dyse-indsprøjtning og 85 kW (115 hk)

Væsentligste optiske ændringer:
- Forlygter i ændret optik med klart glas, som ekstraudstyr med xenonlys (kun nærlys)
- Tågeforlygter i kofangeren
- Baglygter med klare, hvide baklygter
- Nydesignet midterkonsol og klimabetjeningsenhed
- Nydesignede sideblinklys foran A-søjlen på forskærmen, udvendige dørhåndtag, bagagerumsklap med påmonteret gribeliste (kun Limousine) samt kofangere
- Forrudesprinklerdyser ikke længere monteret på motorhjelmen
- Hvid instrumentbelysning (fra juli 1999)

Undervognen og karrosseriets stivhed blev ligeledes modificeret. Samtidig med introduktionen af CAN-Bus på den faceliftede A4 kunne modellen også leveres med ESP. Sikkerhedsudstyret kunne mod merpris suppleres med gardinairbagsystemet sideguard til for- og bagsæderne (standard på S4 og RS4).
- Audi A4 Limousine (1999–2000)
- Bagfra
- Audi A4 Avant (1999–2001)

## Modelvarianter
Som sportsligere, effektforøget udgave af B5 blev modelprogrammet i september 1997 udvidet med modellen S4 med 195 kW (265 hk), og i juni 2000 med stationcaren RS4 Avant med 280 kW (380 hk). Begge disse modeller var udstyret med en 2,7-liters V6-motor med femventilteknik og dobbelt turboladning (biturbo).
Ud over den væsentligt højere effekt adskilte disse modeller sig fra den normale A4 med deres ændrede optik, bl.a. modificerede kofangere lakeret i bilens farve.
Den eksklusive RS4 Avant, som først kom på markedet mod slutningen af B5's byggetid, adskilte sig med sin bredere optik og matglansende aluminiumsspejle. Den blev kun bygget i 6.030 eksemplarer.
- Audi RS4 Avant
- RS4 Avant bagfra
- Kabine

### Hybriddrift
I oktober 1997 kom Audi duo på markedet på basis af Audi A4 Avant. Denne model var udstyret med hybriddrift, og var den første serieproducerede bil fra en tysk fabrikant med hybriddrift. Ud over den allerede kendte TDI-motor på 1,9 liter med 66 kW (90 hk) var bilen udstyret med en elektromotor med 21 kW (29 hk). Kunderne var dog tilbageholdende på grund af den høje pris på ca. 60.000 DM. Der blev bygget mindre end 100 eksemplarer af bilen, som igen blev taget ud af produktion allerede i juni 1998.

## Sikkerhed
Det svenske forsikringsselskab Folksam vurderer flere forskellige bilmodeller ud fra oplysninger fra virkelige ulykker, hvorved risikoen for død eller invaliditet i tilfælde af en ulykke måles. I rapporterne er/var A4 i årgangene 1995 til 2001 klassificeret som følger:
- 2001: Mindst 20 % bedre end middelbilen[7]
- 2003: Mindst 15 % bedre end middelbilen[8]
- 2005: Mindst 15 % bedre end middelbilen[9]
- 2007: Som middelbilen[10]
- 2009: Som middelbilen[11]
- 2011: Som middelbilen[12]
- 2013: Som middelbilen[13]
- 2015: Som middelbilen[14]
- 2017: Mindst 20 % bedre end middelbilen[15]

## Tekniske data
Audi A4 B5 var som standard udstyret med forhjulstræk. Som ekstraudstyr kunne nogle af motorerne leveres med firehjulstræksystemet quattro, som var standard på S4 og RS4. Alle motorer var monteret på langs. Alle quattro-versioner var som spærredifferentiale udstyret med en Torsen-midterdifferentiale, som spinselektivt styrede kraftfordelingen mellem for- og bagaksel. Hvis hjulene på en aksel begyndte at spinne, så der opstod en forskel i omdrejningstallet mellem drivakslerne, ledte differentialet automatisk et højere drejningsmoment til akslen uden/med mindre spin. Ved normal kørsel lå kraftfordelingen på 50:50.

### 4-cylindrede benzinmotorer
|                                      | 1.6                   | 1.6                   | 1.6                 | 1.8                               | 1.8 T                                | 1.8 T                     |   |
| Byggeperiode                         | 11/1994−10/1996       | 10/1996−6/2000        | 6/2000−9/2001       | 11/1994−9/2001                    | 2/1995−9/2001                        | 8/1997−9/2001             |   |
| Motordata                            |                       |                       |                     |                                   |                                      |                           |   |
| Motorkendebogstaver                  | ADP                   | AHL, ARM, ANA         | ALZ                 | ADR, APT, ARG, AVV                | AEB, APU, ANB, AWT, ARK              | AJL                       |   |
| Motortype                            | R4-benzinmotor        | R4-benzinmotor        | R4-benzinmotor      | R4-benzinmotor                    | R4-benzinmotor                       | R4-benzinmotor            |   |
| Antal ventiler pr. cylinder          | 2                     | 2                     | 2                   | 5                                 | 5                                    | 5                         | 5 |
| Ventilstyring                        | OHC, tandrem          | OHC, tandrem          | OHC, tandrem        | DOHC, tandrem                     | DOHC, tandrem                        | DOHC, tandrem             |   |
| Fødesystem                           | Motronic 3.2          | Simos 2.0             | Simos 3.4           | Motronic 3.2                      | Motronic 3.2                         | Motronic 3.2              |   |
| Trykladning                          | –                     | –                     | –                   | –                                 | Turbolader, ladeluftkøler            | Turbolader, ladeluftkøler |   |
| Køling                               | Vandkøling            | Vandkøling            | Vandkøling          | Vandkøling                        | Vandkøling                           | Vandkøling                |   |
| Boring × slaglængde                  | 81,0 × 77,4 mm        | 81,0 × 77,4 mm        | 81,0 × 77,4 mm      | 81,0 × 86,4 mm                    | 81,0 × 86,4 mm                       | 81,0 × 86,4 mm            |   |
| Slagvolume                           | 1595 cm³              | 1595 cm³              | 1595 cm³            | 1781 cm³                          | 1781 cm³                             | 1781 cm³                  |   |
| Kompressionsforhold                  | 10,3:1                | 10,3:1                | 10,3:1              | 10,3:1                            | 9,5:1                                | 9,5:1                     |   |
| Maks. effekt ved omdr./min.          | 74 kW (101 hk) 5300   | 74 kW (101 hk) 5600   | 75 kW (102 hk) 5600 | 92 kW (125 hk) 5800               | 110 kW (150 hk) 5700                 | 132 kW (180 hk) 6200      |   |
| Maks. drejningsmoment ved omdr./min. | 140 Nm 3800           | 140 Nm 3800           | 148 Nm 3800         | 168 Nm 3500                       | 210 Nm 1750−4600                     | 235 Nm 2000−4600          |   |
| Kraftoverførsel                      |                       |                       |                     |                                   |                                      |                           |   |
| Drivende hjul (standardudstyr)       | Forhjul               | Forhjul               | Forhjul             | Forhjul                           | Forhjul                              | Forhjul                   |   |
| Drivende hjul (ekstraudstyr)         | –                     | –                     | –                   | Alle                              | Alle                                 | Alle                      |   |
| Gearkasse (standardudstyr)           | 5-trins manuel        | 5-trins manuel        | 5-trins manuel      | 5-trins manuel                    | 5-trins manuel                       | 5-trins manuel            |   |
| Gearkasse (ekstraudstyr)             | 4-trins automatisk    | 4-trins automatisk    | –                   | 4-trins automatisk                | 5-trins automatisk 5-trins Tiptronic | –                         |   |
| Præstationer (Limousine)             |                       |                       |                     |                                   |                                      |                           |   |
| Topfart                              | 191 km/t (185 km/t)   | 190 km/t (184 km/t)   | 191 km/t            | 205 km/t (198 km/t) [201 km/t]    | 221 km/t (214 km/t) [219 km/t]       | 231 km/t [230 km/t]       |   |
| Acceleration 0-100 km/t              | 11,9 sek. (14,6 sek.) | 12,4 sek. (14,9 sek.) | 11,9 sek.           | 10,6 sek. (12,3 sek.) [11,0 sek.] | 8,4 sek. (9,6 sek.) [8,6 sek.]       | 7,9 sek.                  |   |
| Præstationer (Avant)                 |                       |                       |                     |                                   |                                      |                           |   |
| Topfart                              | 187 km/t (181 km/t)   | 186 km/t (180 km/t)   | 186 km/t            | 201 km/t (194 km/t) [197 km/t]    | 217 km/t (210 km/t) [215 km/t]       | 231 km/t [227 km/t]       |   |
| Acceleration 0-100 km/t              | 12,5 sek. (15,3 sek.) | 12,1 sek. (15,0 sek.) | 12,1 sek.           | 11,0 sek. (12,6 sek.) [11,3 sek.] | 8,6 sek. (9,8 sek.) [8,7 sek.]       | 7,9 sek. [8,0 sek.]       |   |

1. ↑  Maks. effekt for visse eksportlande 85 kW (115 hk) eller 88 kW (120 hk)
2. ↑  Den højere effekt i 1,8 T-motoren med 132 kW (180 hk) er opnået ved hjælp af en modificeret styreenhed.
3. ↑  Til og med modelår 1997
4. ↑  Fra og med modelår 1998
5. 1 2  Værdier i runde parenteser gælder for versioner med automatgear, og i kantede parenteser for versioner med firehjulstræk

### 6-cylindrede benzinmotorer
|                                      | 2.4                                           | 2.6                             | 2.8                                          | 2.8                                         | S4                        | RS4                       |
| Byggeperiode                         | 8/1997−9/2001                                 | 11/1994−7/1997                  | 11/1994−3/1996                               | 3/1996−9/2001                               | 10/1997−9/2001            | 6/2000−9/2001             |
| Motordata                            |                                               |                                 |                                              |                                             |                           |                           |
| Motorkendebogstaver                  | AGA, ALF, APS, ARJ, AML                       | ABC                             | AAH                                          | ACK, ALG, APR, AQD, AMX                     | AGB, AZB                  | ASJ, AZR                  |
| Motortype                            | V6-benzinmotor                                | V6-benzinmotor                  | V6-benzinmotor                               | V6-benzinmotor                              | V6-benzinmotor            | V6-benzinmotor            |
| Antal ventiler pr. cylinder          | 5                                             | 2                               | 2                                            | 5                                           | 5                         | 5                         |
| Ventilstyring                        | 2 × DOHC, tandrem/kæde                        | 2 × OHC, tandrem                | 2 × OHC, tandrem                             | 2 × DOHC, tandrem/kæde                      | 2 × DOHC, tandrem/kæde    | 2 × DOHC, tandrem/kæde    |
| Fødesystem                           | Motronic                                      | Multipoint                      | Multipoint                                   | Motronic                                    | Motronic ME7              | Motronic ME7              |
| Trykladning                          | –                                             | –                               | –                                            | –                                           | Biturbo, 2 ladeluftkølere | Biturbo, 2 ladeluftkølere |
| Køling                               | Vandkøling                                    | Vandkøling                      | Vandkøling                                   | Vandkøling                                  | Vandkøling                | Vandkøling                |
| Boring × slaglængde                  | 81,0 × 77,4 mm                                | 82,5 × 81,0 mm                  | 82,5 × 86,4 mm                               | 82,5 × 86,4 mm                              | 81,0 × 86,4 mm            | 81,0 × 86,4 mm            |
| Slagvolume                           | 2393 cm³                                      | 2598 cm³                        | 2771 cm³                                     | 2771 cm³                                    | 2671 cm³                  | 2671 cm³                  |
| Kompressionsforhold                  | 10,5:1                                        | 10,0:1                          | 10,3:1                                       | 10,6:1                                      | 9,3:1                     | 9,3:1                     |
| Maks. effekt ved omdr./min.          | 121 kW (165 hk) 6000                          | 110 kW (150 hk) 5750            | 128 kW (174 hk) 5500                         | 142 kW (193 hk) 6000                        | 195 kW (265 hk) 5800      | 280 kW (380 hk) 6500      |
| Maks. drejningsmoment ved omdr./min. | 230 Nm 3200                                   | 225 Nm 3500                     | 245 Nm 3000                                  | 280 Nm 3200                                 | 400 Nm 1850−3600          | 440 Nm 2500−6000          |
| Kraftoverførsel                      |                                               |                                 |                                              |                                             |                           |                           |
| Drivende hjul (standardudstyr)       | Forhjul                                       | Forhjul                         | Forhjul                                      | Forhjul                                     | Alle                      | Alle                      |
| Drivende hjul (ekstraudstyr)         | Alle                                          | Alle                            | Alle                                         | Alle                                        | –                         | –                         |
| Gearkasse (standardudstyr)           | 5-trins manuel                                | 5-trins manuel                  | 5-trins manuel                               | 5-trins manuel                              | 6-trins manuel            | 6-trins manuel            |
| Gearkasse (ekstraudstyr)             | 5-trins Tiptronic                             | 5-trins automatisk              | 5-trins automatisk                           | 5-trins automatisk 5-trins Tiptronic        | –                         | –                         |
| Præstationer (Limousine)             |                                               |                                 |                                              |                                             |                           |                           |
| Topfart                              | 226 km/t (220 km/t) [224 km/t] [(218 km/t)]   | 220 km/t (214 km/t) [218 km/t]  | 230 km/t [229 km/t]                          | 240 km/t (235 km/t) [238 km/t] [(233 km/t)] | [250 km/t]                | –                         |
| Acceleration 0-100 km/t              | 8,4 sek. (9,8 sek.) [8,4 sek.] [(10,4 sek.)]  | 8,7 sek. (9,8 sek.) [8,8 sek.]  | 8,2 sek.                                     | 7,4 sek. (8,8 sek.) [7,3 sek.] [(9,3 sek.)] | [5,6 sek.]                | –                         |
| Præstationer (Avant)                 |                                               |                                 |                                              |                                             |                           |                           |
| Topfart                              | 222 km/t (216 km/t) [224 km/t] [(214 km/t)]   | 216 km/t (210 km/t) [214 km/t]  | 226 km/t (219 km/t) [225 km/t] [(216 km/t)]  | 236 km/t (231 km/t) [234 km/t] [(229 km/t)] | [250 km/t]                | [250 km/t]                |
| Acceleration 0-100 km/t              | 8,6 sek. (10,1 sek.) [8,4 sek.] [(10,7 sek.)] | 8,9 sek. (10,0 sek.) [8,9 sek.] | 8,3 sek. (9,7 sek.) [8,2 sek.] [(10,4 sek.)] | 7,6 sek. (8,8 sek.) [7,5 sek.] [(9,5 sek.)] | [5,7 sek.]                | [4,9 sek.]                |

1. ↑  Maks. effekt for visse eksportlande 110 kW (150 hk) eller 120 kW (163 hk)
2. ↑  Maks. effekt for visse eksportlande 102 kW (139 hk)
3. ↑  Maks. effekt for visse eksportlande 120 kW (163 hk)
4. ↑  Maks. effekt for visse eksportlande 140 kW (190 hk)
5. ↑  Ved brug af 98 oktan blyfri benzin: 250 Nm
6. ↑  Til og med modelår 1997
7. ↑  Fra og med modelår 1998
8. 1 2  Værdier i runde parenteser gælder for versioner med automatgear, og i kantede parenteser for versioner med firehjulstræk
9. 1 2  Elektronisk begrænset

### Dieselmotorer
|                                      | 1.9 Di             | 1.9 TDI                   | 1.9 TDI                           | 1.9 TDI                   | 1.9 TDI                   | 2.5 TDI                                       |
| Byggeperiode                         | 3/1996−11/1998     | 1/1995−9/2001             | 2/1996−10/2000                    | 12/1999−9/2001            | 12/1999−9/2001            | 11/1997−9/2001                                |
| Motordata                            |                    |                           |                                   |                           |                           |                                               |
| Motorkendebogstaver                  | AFF                | 1Z, AHU, AHH              | AFN, AVG                          | AJM                       | ATJ                       | AFB, AKN                                      |
| Motortype                            | R4-dieselmotor     | R4-dieselmotor            | R4-dieselmotor                    | R4-dieselmotor            | R4-dieselmotor            | V6-dieselmotor                                |
| Antal ventiler pr. cylinder          | 2                  | 2                         | 2                                 | 2                         | 2                         | 4                                             |
| Ventilstyring                        | OHC, tandrem       | OHC, tandrem              | OHC, tandrem                      | OHC, tandrem              | OHC, tandrem              | 2 × DOHC, tandhjul/tandrem                    |
| Fødesystem                           | Direkte            | Direkte                   | Direkte                           | Pumpe/dyse                | Pumpe/dyse                | Direkte                                       |
| Trykladning                          | Turbolader         | Turbolader, ladeluftkøler | Turbolader, ladeluftkøler         | Turbolader, ladeluftkøler | Turbolader, ladeluftkøler | Turbolader, ladeluftkøler                     |
| Køling                               | Vandkøling         | Vandkøling                | Vandkøling                        | Vandkøling                | Vandkøling                | Vandkøling                                    |
| Boring × slaglængde                  | 79,5 × 95,5 mm     | 79,5 × 95,5 mm            | 79,5 × 95,5 mm                    | 79,5 × 95,5 mm            | 79,5 × 95,5 mm            | 78,3 × 86,4 mm                                |
| Slagvolume                           | 1896 cm³           | 1896 cm³                  | 1896 cm³                          | 1896 cm³                  | 1896 cm³                  | 2496 cm³                                      |
| Kompressionsforhold                  | 19,5:1             | 19,5:1                    | 19,5:1                            | 18,0:1                    | 18,0:1                    | 19,5:1                                        |
| Maks. effekt ved omdr./min.          | 55 kW (75 hk) 4000 | 66 kW (90 hk) 4000        | 81 kW (110 hk) 4150               | 85 kW (115 hk) 4000       | 85 kW (115 hk) 4000       | 110 kW (150 hk) 4000                          |
| Maks. drejningsmoment ved omdr./min. | 150 Nm 1500−3200   | 202 Nm 1900               | 225 Nm 1700−3000                  | 285 Nm 1900               | 310 Nm 1900               | 310 Nm 1500−3200                              |
| Kraftoverførsel                      |                    |                           |                                   |                           |                           |                                               |
| Drivende hjul (standardudstyr)       | Forhjul            | Forhjul                   | Forhjul                           | Forhjul                   | Alle                      | Forhjul                                       |
| Drivende hjul (ekstraudstyr)         | –                  | –                         | Alle                              | –                         | –                         | Alle                                          |
| Gearkasse (standardudstyr)           | 5-trins manuel     | 5-trins manuel            | 5-trins manuel                    | 5-trins manuel            | 6-trins manuel            | 6-trins manuel                                |
| Gearkasse (ekstraudstyr)             | –                  | 4-trins automatisk        | 4-trins automatisk                | 5-trins Tiptronic         | –                         | 5-trins Tiptronic                             |
| Præstationer (Limousine)             |                    |                           |                                   |                           |                           |                                               |
| Topfart                              | 170 km/t           | 182 km/t (175 km/t)       | 195 km/t (192 km/t) [192 km/t]    | 200 km/t (196 km/t)       | [196 km/t]                | 220 km/t (214 km/t) [216 km/t] [(212 km/t)]   |
| Acceleration 0-100 km/t              | 16,1 sek.          | 13,5 sek. (14,6 sek.)     | 11,3 sek. (12,8 sek.) [12,0 sek.] | 10,5 sek. (11,9 sek.)     | [10,9 sek.]               | 9,0 sek. (9,8 sek.) [9,4 sek.] [(10,4 sek.)]  |
| Præstationer (Avant)                 |                    |                           |                                   |                           |                           |                                               |
| Topfart                              | 166 km/t           | 178 km/t (171 km/t)       | 191 km/t (188 km/t) [188 km/t]    | 196 km/t (192 km/t)       | [192 km/t]                | 216 km/t (210 km/t) [212 km/t] [(208 km/t)]   |
| Acceleration 0-100 km/t              | 16,5 sek.          | 13,8 sek. (15,1 sek.)     | 11,7 sek. (13,0 sek.) [12,2 sek.] | 10,7 sek. (12,2 sek.)     | [11,1 sek.]               | 9,2 sek. (10,0 sek.) [9,6 sek.] [(10,6 sek.)] |

1. ↑  Den højere effekt i 1,9 TDI-motoren med 81 kW (110 hk) er opnået ved hjælp af en turbolader med variabel turbinegeometri og en modificeret styreenhed.[17]
2. 1 2  Værdier i runde parenteser gælder for versioner med automatgear, og i kantede parenteser for versioner med firehjulstræk